# Michael Phelps
Michael Fred Phelps (født 30. juni 1985 i Baltimore, Maryland, USA) er en svømmer fra USA, der igennem 2000'erne og 2010'erne har vundet adskillige guldmedaljer i både OL- og VM-sammenhæng. Han besidder desuden flere verdensrekorder og olympiske rekorder i forskellige discipliner. Hans præstationer har sørget for, at han fire gange, i 2003, 2004, 2006 og 2007, er blevet kåret til verdens bedste svømmer.

## Resultater
Phelps tangerede ved OL i Athen 2004 rekorden for flest medaljer vundet af en enkelt atlet ved et enkelt OL, da han sikrede sig seks guld- og to bronzemedaljer. Præstationen blev ikke mindre af, at han kun stillede op i de otte discipliner. Ud over OL-guldmedaljerne står Phelps noteret for intet mindre end 18 guldmedaljer i VM-sammenhæng, der er blevet vundet tilbage fra 2001, hvor han kun lige var fyldt 16 år.
Ved OL I Beijing 2008 tangerede han endnu engang rekorden for flest medaljer ved et OL, da han som den første svømmer nogensinde vandt guld i alle otte discipliner, han stillede op i, hvoraf tre af dem dog var holdkapper, svømmet med blandt andet Ryan Lochte, Peter Vanderkaay og Ricky Berens. Ved OL i London i 2012 sagde Phelps, at det blev hans sidste OL, men i april 2014 genoptog han svømningen og kvalificerede sig til OL 2016, hvor han var USA's flagbærer og vandt flere medaljer.
Phelps er pr. 18. august 2016, den OL-atlet der har vundet flest medaljer nogensinde, med hele 28, heraf er 23 af guld, tre af sølv og to af bronze.